# Vsi proti vsem
Vsi proti vsem je slovenski kriminalni filmski triler iz leta 2020. Napisal in režiral ga je Andrej Košak.

### Zgodba
Franta Kramberger, ki je že 20 let župan izmišljenih Rovt, je piarovki Jožici dal stanovanje, zdaj pa mu zaradi tega grozi poraz. Po Frantovem naročilu Fleischmann s pomagačema Gartnerjem in Fritzom omami njegovega protikandidata Jerovška, ga prestavi v posteljo k otrokoma in fotografira. Jerovšek se nato obesi. S Fleischmannom je usodno povezana Jožica. Vse raziskuje inšpektor Berginc, ki Franto pozna s policijske šole. Scenarij so navdihnile afere Kangler, Križman in ravnatelj.

### Financiranje in produkcija
Vrednost projekta je ocenjena na 838.015 evrov. Slovenski filmski center je prispeval 430.000 evrov, RTV SLO 80.000 evrov, Hrvaški avdiovizualni center 170.000 kn (22.916 evrov), Makedonska filmska agencija pa 4.000.000 MKD (65.049 evrov).
Film so posneli v 30 snemalnih dneh, predvsem v Kamniku in okolici.

## Sprejem pri kritikih in gledalcih

### Kritiki
Marcel Štefančič jr. je napisal, da film ni pametnejši od tistih, ki se jim posmehuje ter da je na nivoju slabe veseloigre. Afere, po katerih se je navdihoval, so se mu zdele bolj dramatične (ocena »zelo proti«).
Gaji Pöschl se je zdela izbira Balmazovićeve za vlogo Frantove hčere zgrešena, prav tako naivnost njenega lika in duševna šibkost Jerovška, ki naj bi bil pretkani politik. Všeč ji je bila izbira Novaka, Kranjčeve in Dragana. Ni marala kaotične in poenostavljene zgodbe ter papirnatih dialogov. Njena končna sodba je bila, da je film kljub dobrim igralcem, zasnovi in obetavnemu začetku preveč kompromisen, statičen in okorel.
Peter Žargi je film označil za krimi verzijo serije TV Dober Dan, kjer se ljudje veliko vozijo in pijejo viski iz dekanterjev, kot da so v reklami, ki se jo v Sloveniji najbolj množično snema. Očital mu je, da bo s svojim diletanstvom še povečal odpor do slovenskih filmov, predvsem tistih, ki govorijo o korupciji. Kritiko je zaključil z mislijo, da je to še en brezciljni slovenski film, ki je nastal samo zato, da se porabi denar, ter da ima slovenski film večje težave na področjih, ki ne zahtevajo toliko sredstev.

### Obisk v kinu
Videlo ga je 1482 gledalcev.

## Zasedba
- Vlado Novak: Franta Kramberger
- Silva Čušin: Tončka, Frantova žena
- Aleksandra Balmazović: Petra, Frantova hči
- Blagoj Veselinov: Bojan
- Valter Dragan: Fleischmann
- Iva Krajnc Bagola: Jožica
- Peter Musevski: inšpektor Berginc
- Rok Vihar: Jerovšek
- Uroš Potočnik: Gartner
- Jure Ivanušič: Fritz

## Ekipa
- fotografija: Jason Mann
- glasba: Kristian Sensini
- montaža: Martin Ivanov
- scenografija: Igor Barišič in Sanja Vatić
- kostumografija: Suzana Tkalčec in Ines Atman
- maska: Lija Ivančič
- zvok: Borut Berden

## Izdaje na nosilcih
- Vsi proti vsem. video DVD. Vojnik : Fivia, 2020